# Халмурзаев, Хасан Магометович
Хасан Магометович Халмурзаев (род. 9 октября 1993 года, Назрань, Россия) — российский дзюдоист, олимпийский чемпион 2016 года в категории до 81 кг, чемпион Европы 2016, чемпион Европы среди юниоров 2011, чемпион России 2014, призёр юношеских Олимпийских игр 2010 года в Сингапуре, чемпион летней Универсиады 2015 года. Заслуженный мастер спорта России. Брат-близнец Хусейна Халмурзаева.
Хасан служит в Отдельном батальоне ППСП МВД по Республике Ингушетия. Сержант полиции.

## Спортивные результаты
- Летние Олимпийские игры 2016 — ;
- Чемпионат Европы по дзюдо 2016 — ;
- Летняя Универсиада 2015 — ;
- Чемпионат России по дзюдо 2014 — ;
- Летние юношеские Олимпийские игры 2010 — ;
- Первенство Европы среди юниоров 2011 — [3];
- Турнир «Мастерс-2017» — [4];
- Кубок Европы среди мужчин 2013(Оренбург) — [5];
- Кубок Европы среди мужчин 2013(Словения) — [6];
- Кубок Европы среди мужчин 2016(Словакия) — [7];
- Первенство России по дзюдо среди юниоров 2013 года(Тюмень) — [8];
- Первенство России по дзюдо среди юниоров 2013 года(Красноярск) — [9];
- Турнир «Большой шлем» 2017 года — ;
- Дзюдо на Всероссийской спартакиаде 2022 — ;

## Личная жизнь
Хасан женился на ингушке Залине в селе Насыр-Корт 17 сентября 2017 года.

## Награды
- Орден Почёта (14 октября 2020) — за заслуги в развитии физической культуры и спорта, активную общественную деятельность[11].
- Орден Дружбы (25 августа 2016 года) — за высокие спортивные достижения на Играх XXXI Олимпиады 2016 года в городе Рио-де-Жанейро (Бразилия), проявленные волю к победе и целеутремленность[12].
- Медаль «За доблесть в службе» (МВД)[2]